# 张裕葡萄酒
张裕（深交所：000869/200869，简称：张裕A/张裕B）是中国大陆的一個葡萄酒品牌，为烟台张裕集团有限公司所生产。

## 历史
该公司位于山东省烟台市，其前身是山東張裕釀酒公司，于1892年由清朝的实业家张弼士创建，为中国葡萄酒制造行业最早的工业化企业。其商标上的“张裕”二字是军机大臣翁同龢所题写。1954年，在日内瓦会议期间，周恩来曾用张裕制造的“金奖白兰地”宴请与会代表。
1997年，张裕的B股在深圳证券交易所上市。2000年，其A股也在深交所上市。